# Филип I фон Боланден-Хоенфелс
Филип I (IV) фон Боланден-Хоенфелс (на немски: Philipp I (IV) von Bolanden-Hohenfels; † 1277) е господар на Боланден-Хоенфелс в Хесен.
Той е син на Филип III фон Боланден († 1219/25 март 1221) и съпругата му Беатрикс фон Кирбург († сл. 1240), дъщеря на вилдграф Герхард I фон Кирбург († сл. 1198) и съпругата му Агнес фон Вителсбах († сл. 1219). Брат е на Вернер V фон Боланден, преим. фон Райхенщайн, и на Куно фон Хоенфелс.
Майка му Беатрикс се омъжва втори път за Дитрих I фон Фалкенбург-Хайнсберг († 1227) и той е полубрат на Енгелберт II фон Фалкенбург († 1274), от 1261 г., 56. архиепископ на Кьолн, и на Дитрих II († 1268), господар на Хайнсберг и Фалкенбург († 1268).
Около 1220 г. фамилията Боланден се разделя на линиите Боланден, Фалкенщайн и Хоенфелс.

## Фамилия
Филип I се жени за Елизабет († 1246/1249). Те имат пет деца: 
- Филип II фон Хоенфелс († 1283), господар на Хоенфелс, женен за Изенгард фон Алзей
- Вернер фон Хоенфелс († 1254/1260)
- Конрад фон Хоенфелс
- Енгелберт фон Хоенфелс († 1274)
- Дитрих (Дилман/Теодерих) фон Хоенфелс († сл. 1290), женен за Агнес фон Цвайбрюкен († сл. 1283), дъщеря на граф Хайнрих II фон Цвайбрюкен и Агнес фон Еберщайн
- Елизабет фон Хоенфелс, омъжена за Рупрехт II рауграф цу Алтенбаумберг († 1274 или 1281)
- Лукардис фон Хоенфелс († ок. 1286), омъжена за Филип V фон Боланден († 1276)
- Изенгард фон Хоенфелс, омъжена за Еберхард де Тури
- Филип фон Хоенфелс († 1271)

Филип I се жени се жени втори път сл. 1246 г. за Лукарда фон Изенбург († 1260), вдовица на граф Хайнрих II фон Ханау († 1243), дъщеря на Хайнрих I фон Изенбург. Те имат децата:
- Филип III фон Хоенфелс, преименуван фон Изенбург
- Йоханес фон Хоенфелс
- Хедвиг фон Хоенфелс
- Лиза фон Хоенфелс, омъжена за граф Хайнрих I фон Изенбург-Бюдинген (1279 – 1298), син на Лудвиг фон Изенбург-Клееберг